# John Beattie (aviron)
Pour les articles homonymes, voir John Beattie et Beattie.
John Beattie, né le 9 avril 1957 à Londres, est un rameur d'aviron britannique.

## Palmarès

### Jeux olympiques
- 1980 à Moscou
  -  Médaille de bronze en quatre sans barreur[1]